# غوردون ريان
غوردون ريان (بالإنجليزية: Gordon Ryan)‏ (مواليد 8 يوليو 1995) هو مصارع إخضاع أمريكي وحاصل على الحزام الأسود من الدرجة الثالثة في الجيو جيتسو البرازيلي،[بحاجة لمصدر] ويعتبره الكثيرون أعظم مصارع بدون جي على الإطلاق بسبب إنجازاته العديدة. رايان هو بطل العالم في مصارعة الإخضاع سبع مرات في بطولة نادي أبو ظبي للقتال، وبطل العالم بدون جي ثلاث مرات في الاتحاد الدولي للجوجيتسو البرازيلية وبطل بطولة إدي برافو إنفتيشنال أربع مرات.

## حياته الشخصية
ريان هو الأخ الأكبر لنيكي ريان، وهو مصارع ناجح آخر في مصارعة إخضاع.
إنه على علاقة مع ناثاليا سانتورو، إحدى زميلاته في التدريب وحاصلة على حزام بني في رياضة الجوجيتسو البرازيلية تحت إشراف جون داناهر.

## سجل مصارعة الإخضاع
| السجل المهني |         |         |
| 169 نزال     | 157 فوز | 9 خسارة |
| إخضاع        | 130     | 1       |
| قرار القضاة  | 25      | 8       |
| إقصاء        | 2       | 0       |
| تعادل        | 3       | 3       |

## وصلات خارجية
- Gordon Ryan BJJ Heroes Profile
- Gordon Ryan Homepage
- Gordon Ryan FloGrappling Profile